# W hołdzie Katalonii
W hołdzie Katalonii (ang. Homage to Catalonia) – książka brytyjskiego pisarza George’a Orwella z 1938 roku opowiadająca o jego własnych doświadczeniach podczas hiszpańskiej wojny domowej, w której brał udział po stronie republikańskiej w milicji robotniczej antystalinowskiej Robotniczej Partii Zjednoczenia Marksistowskiego (POUM), a następnie w przybyłych z Anglii oddziałach ochotników wystawionych przez brytyjską Independent Labour Party. Wydana jeszcze w czasie trwania konfliktu.
Według Orwella cała wojna sprowadzała się do „walki faszyzmu z demokracją”. Pisał o wojnie z punktu widzenia lewicowych działaczy; opisywał partię komunistyczną i jej działalność - stopniowe opanowanie partii socjalistycznej, zwalczanie anarchistów i POUM, która była wrogiem stalinizmu. Książka demaskowała zbrodniczą rolę sowieckich służb specjalnych NKWD i GRU w Hiszpanii oraz faktyczne działania stalinowców zwalczających rewolucję. W dziele starannie opisano również wydarzenia majowe z 1937 roku.
Doświadczenia tego okresu i wynikające stąd refleksje były również źródłem dwóch jego dzieł, dzięki którym jest najszerzej znany. Są to powieści:  Folwark zwierzęcy – bajka polityczna (w tradycji Ezopa) – opisująca w formie przypowieści mechanizm przewrotu społecznego i jego konsekwencje oraz Rok 1984 (uznawana za jedną z pierwszych powieści fantastyczno-naukowych prezentujących alternatywną przyszłość – wizję państwa totalitarnego sprawującego totalną kontrolę nad ludźmi, przeszłością i językiem, prowadzącego wojnę z innymi państwami totalitarnymi – określanej jako antyutopia).